# 真夏的光線
「真夏的光線」（真夏の光線）是日本的女子偶像組合「早安少女組。」的第5张单曲。於1999年5月12日由zetima发售。

## 概要
- 此單曲有2個版本，分別有「8cm盤」和「12cm盤」。「12cm盤」收錄了「真夏の光線 (Early Version)」
- 在5月24日於公信榜單曲週排行榜取得第3位。

## 收錄内容

### CD

#### 8cm盤
1. 真夏的光線
（作詞･作曲：淳君　編曲：河野伸）
2. 戀的始發火車（恋の始発列車）
（作詞･作曲：淳君　編曲：小西貴雄）
3. 真夏的光線 (Instrumental)

#### 12cm盤
1. 真夏的光線
2. 戀的始發火車
3. 真夏的光線 (Instrumental)
4. 真夏的光線 (Early Version)